# A Certain Ratio
A Certain Ratio — британская рок-группа, образовавшаяся в 1977 году в Манчестере, Англия, и словосочетание для заголовка заимствовавшая из песни Брайана Ино («The True Wheel»). A Certain Ratio начинали как часть манчестерской панк-сцены, но очень скоро изменили стиль, введя в него элементы экспериментальной электроники (с использованием духовой секции) и разнообразных танцевальных влияний, оказавшись таким образом в числе родоначальников британского фанк-панк-движения. Десять синглов и семь альбомов группы входили в UK Indie Charts; наивысшего результата в списках синглов добился «Knife Slits Water» (#3, 1982). To Each (1981) и Sextet (1982) возглавляли альбомные инди-списки.

## История группы
Группу образовали в 1977 году Саймон Топпинг (англ. Simon Topping) и Марта Тилсон (англ. Martha Tilson), сформировавшие вокальный дуэт, а также: бас-гитарист Джереми Керр (англ. Jeremy Kerr), гитарист Питер Террелл (англ. Peter Terrell) и гитарист, трубач Мартин Москроп (англ. Martin Moscrop) — барабанщик Дональд Джонсон (англ. Donald Johnson) присоединился позже.
На коллектив обратил внимание Роб Греттон, менеджер New Order. По его рекомендации Тони Уилсон подписал A Certain Ratio к образованному им незадолго до этого лейблу Factory Records и стал менеджером группы. В 1979 году ACR (всё ещё без барабанщика в составе) выпустили дебютный сингл «All Night Party»/«The Thin Boys», за которым последовал в январе следующего года первый (кассетный) альбом The Graveyard and the Ballroom, разделённый на студийную и концертную стороны.
Тем временем ранний панк-фанк обогатился танцевальными элементами; второй сингл «Shack Up» вошёл в американские R&B-чарты. В 1981 году вышел первый полноформатный (официально дебютный) альбом To Each…, записанный с продюсером Мартином Хэннеттом.

## Дискография

### Студийные альбомы
- The Graveyard and the Ballroom (1980) — FACT 16 [Cassette]
- To Each… (1981) — FACT 35
- Sextet (1982) — FACT 55
- I’d Like To See You Again (1982)
- Force (1986) — FACT 166
- Good Together (1989)
- acr:mcr (1990)
- Up In Downsville (1992) — ROB20
- Change The Station (1997) — ROB50
- Mind Made Up (2008)
- It All Comes Down to This (2024)

### Синглы
- «Shack Up» / «And Then Again (концертная версия)» 7" — FBN 1
- «All Night Party» / «The Thin Boys» 7" — FAC 5
- «Flight» / «Blown Away» / «And Then Again» 12" — FAC 22
- «Do The Du (Casse)» / «The Fox» / «Shack Up» / «Son And Heir» 12" — FACUS 4
- «The Double 12» « (12» 2 x 12", 7 tracks) — FACT 42
- «Waterline» / «Funaezekea» 12" — FAC 52
- «Knife Slits Water» / «Tumba Rumba» 7" — FAC 62-7
- «Guess Who?» (Parts 1 and 2) 12" — FBN 17
- «I Need Someone Tonight» / «Don’t You Worry 'Bout A Thing» 12" — FAC 72-12
- «Life’s A Scream» / «There’s Only This» 12" — FAC 112
- «Brazilia» / «Dub» 12" — FBN 32
- «Wild Party» / «Sounds Like Something Dirty» 12" — FAC 128
- «Mickey Way (The Candy Bar)» / «Inside» / «Si Firmi O Grido» 12" — FAC 168
- «Greetings Four» EP — «The Runner» / «Inside» / «Bootsy» / «Fever 103»
- «The Big E» — A&M
- «Backs To The Wall» / «Backs To The Wall (Dub)» / «Be What You Wanna Be» 12" — ACRY 517
- «Your Blue Eyes» / «Thin Grey Line» / «Coldest Days» 12" — ACRY 534
- «Won’t Stop Loving You» / «Repercussions» (ACR remix) / «Love Is The Way» (Instrumental) 12" — ACRY 540
- Good Together EP — A&M 12
- «The Planet» / «Loosen Up Your Mind» 12" — 12 ROB 2
- «27 Forever (Bubble Bath Mix)» / «27 Forever (Fix Mix)»
- «Mello» / «Dub» / «27 Forever» (Jon Dasilva remix) / «Moist Dub» 12" — 12 ROB 6R
- «Tekno» / «Tekno» (Way Out West remix) 12" — 12 ROBS 18
- Soundstation Volume 2 EP